# Rhododendron vitis-idaea
Rhododendron vitis-idaea är en ljungväxtart som beskrevs av Herman Otto Sleumer. Rhododendron vitis-idaea ingår i släktet rododendron, och familjen ljungväxter. Inga underarter finns listade i Catalogue of Life.